# Сыла. Возвращение домой
Сыла. Возвращение домой (тур. Sıla) — турецкий телесериал, повествующий о непростой судьбе девушки по имени Сыла.

## Сюжет
Сыла — любимая и единственная приёмная дочь одного из самых богатых людей Турции. Её жизнь абсолютно безоблачна: у неё есть всё, что она пожелает. Но однажды к её отцу пришёл человек и сказал, что он настоящий отец Сылы. Оказывается, что всю свою жизнь девушка прожила у приёмных родителей. Сыла любит названых родителей и не желает возвращаться к биологическим, но принимает приглашение погостить у них.
Сыла приезжает в незнакомый город и оказывается в ловушке. Чтобы спасти жизнь брату Сылы, который влюбился в дочь богача, родители Сылы отдают её насильно замуж. Сыла категорически против брака, но её заставляют подписать документы. Вечером её отводят в спальню нового мужа на первую брачную ночь. Когда приходит Боран-ага, Сыла начинает вырываться и говорит, что вышла замуж не добровольно. Боран этого не знал, он режет себе руку и пачкает простыню своей кровью. Он говорит Сыле, что он тоже не хотел этого брака, но он почитает курдские обычаи, поэтому Сыла теперь его жена.
Её постигает одно горе за другим: погибают её приемные родители, её семья отказывается от неё, она даже не смогла покончить жизнь самоубийством. Только близкий друг Эмре остается с ней и клянется спасти её.
Сыла не собирается мириться, она ищет возможности убежать. Скоро ей это удаётся. Она вышла из дома, но не зная города, заблудилась. В конце концов, Сыла вышла на шоссе и поймала машину с просьбой отвезти её в аэропорт. 
К несчастью, её подбирает Джихан, кузен Борана и объявляет роду, что Сыла пыталась убежать, а значит её с братом Азатом и его женой Нарин надо казнить. Ситуацию спасает Боран. Он говорит, что Сыла не пыталась бежать, а просто шла ему навстречу и потерялась. Сыла остаётся с мужем...
Она начинает жить в  доме своего мужа, пытаясь вырваться из золотой клетки, которая все чаще начинает напоминать о том, что теперь она живёт в мире, где правят не права человека, а обычаи и традиции. Но и на войне есть место чувствам. В борьбе с обычаями, правилами, в борьбе за спасение жизни Сыла влюбляется в мужа и он отвечает ей взаимностью. Но она поклялась, что сбежит и держит слово - она убегает домой, в Стамбул, при помощи друга Эмре.
Когда в Мардине узнают, что Сыла сбежала, новость потрясает весь городок. На собрании рода старейшины выносят свой приговор: за бегство Сыла, Азат и Нарин должны быть убиты. Смерть грозит и Эмре, ведь это именно он организовал побег. Его и Нарин должен убить Боран, а Азата и Сылу их отец - Джелиль. Оба мужчины злятся на близких, но не хотят убивать. Но у них нет выбора - они едут в Стамбул для осуществления приговора. Мама Сылы, Бедар, с малолетним сыном Эмиром тоже приезжает в Стамбул, чтобы защитить своих детей. Она встречается с дочерью, сыном и невесткой и селится в их доме. Боран, не желая убивать жену, начинает следить за ней, и замечает, что Сыла много времени проводит с Эмре. Сама Сыла больше не любит Эмре и считает его просто другом. Тем временем Джелиль оказавшись один в незнакомом городе понимает, что не сможет убить родных детей и бросается в Босфор. К счастью, его спасают, Сыла узнает обо всем, мирится с отцом и забирает его из больницы в свой дом. Они начинают жить одной семьей. Сыла учится управлять холдингом приемных родителей, берет себе в помощники брата Азата.
Сыла понимает, что беременна. Она сомневается сохранить ли ребёнка, но в итоге решает рожать. Ради своей безопасности Сыла нанимает детектива следить за Бораном. Вскоре она обнаруживает, что её муж стал проводить много времени со своей новой сотрудницей Гизель. Сыла ревнует.
Род отправляет нового человека для убийства Сылы. Боран узнает об этом замысле, но не успевает предотвратить покушение. В момент выстрела он закрывает Сылу собой. Рана не серьёзная и Боран уходит не помирившись с женой. Через пару дней они случайно видятся и Сыла подходит к Борану, чтобы поблагодарить, но он злится на неё из-за Эмре и уезжает.
Сыле надоела неопределенность и она назначает Борану встречу, чтобы поговорить. Они встречаются. Она обвиняет Борана, что он разбил ей сердце, ведь она любила его. Услышав такое признание Боран забывает про все обиды и молодые люди мирятся.
Вернувшись в логово врагов, обретя любовь и спокойствие в объятиях мужа Сыла начинает жить в Мардине. Пока Боран спасает её жизнь, она не отказывается от своей идеи изменить жизнь в Мардине, показать людям, что жизнь прекрасна и без обычаев и правил. В войне не на жизнь, а на смерть умирает враг Борана и его кузен Джихан, рождается маленький наследник Бедирхан, спасены жизни многих девушек, но власть штука сложная и именно из-за своего "другого взгляда" в Борана стреляют.
Приехав на лечение в Стамбул главные герои сталкиваются с более серьёзными проблемами - враждой с другим кланом. Любовь Сылы и Борана помогает им справится с болезнью матери Сылы, помочь девушке Фериде, родить Нарин дочь от покойного мужа Азата. Тетя и соперницы Сылы за наследство её отца крадет сына у Сылы, защищая которого девушка получает ранение и становится инвалидом. Спасает её вера в себя и сон, в котором её сын Бедирхан заставляет её встать. Сыла рожает ещё двух детей Борану.
Конец их испытаниям приходит, когда старейшины и народ понимают, что Боран всегда был и остается их главой, даже если и не носит этого титула. Они снова провозглашают его Господином и они продолжают жить в Мардине, продолжая писать "свою сказку, похожую на быль"...

## В ролях
| Актёр                | Роль                                                                       |
| -------------------- | -------------------------------------------------------------------------- |
| Джансу Дере          | Сыла Сёнмез/Генджо (Sıla Sönmez/Genco)                                     |
| Мехмет Акиф Алакурт  | Боран Генджо/Боран Ага (Boran Genco/Boran Ağa)                             |
| Зейнеп Эронат        | Бедар Сёнмез (Bedar Sönmez)                                                |
| Мендерес Саманджилар | Джелил Сёнмез (Celil Sönmez)                                               |
| Фатош Тез            | Кевсер Генджо/Кевсер Ханым/Ханым Ага (Kevser Genco/Kevser Hanım/Hanım Ağa) |
| Фатош Сезер          |                                                                            |
| Мухаммед Джангёрен   | Фируз Ага (Firuz Ağa)                                                      |
| Картал Балабан       | Эмре (Emre)                                                                |
| Деврим Салтоглу      | Джихан Генджо (Cihan Genco)                                                |
| Джемаль Токташ       | Азад (Azad)                                                                |
| Бонджук Йылмаз       | Нарин (Narin)                                                              |
| Тайанч Айайдын       | Абай (Abay)                                                                |